# فرودگاه شارلوت ریور
فرودگاه شارلوت ریور (به انگلیسی: Charlot River Airport) یک فرودگاه همگانی است که یک باند فرود رس و شن دارد و طول باند آن ۱۰۱۲ متر است. این فرودگاه در کشور کانادا قرار دارد و در ارتفاع ۲۱۳ متری از سطح دریا واقع شده‌است.